# René Le Fort

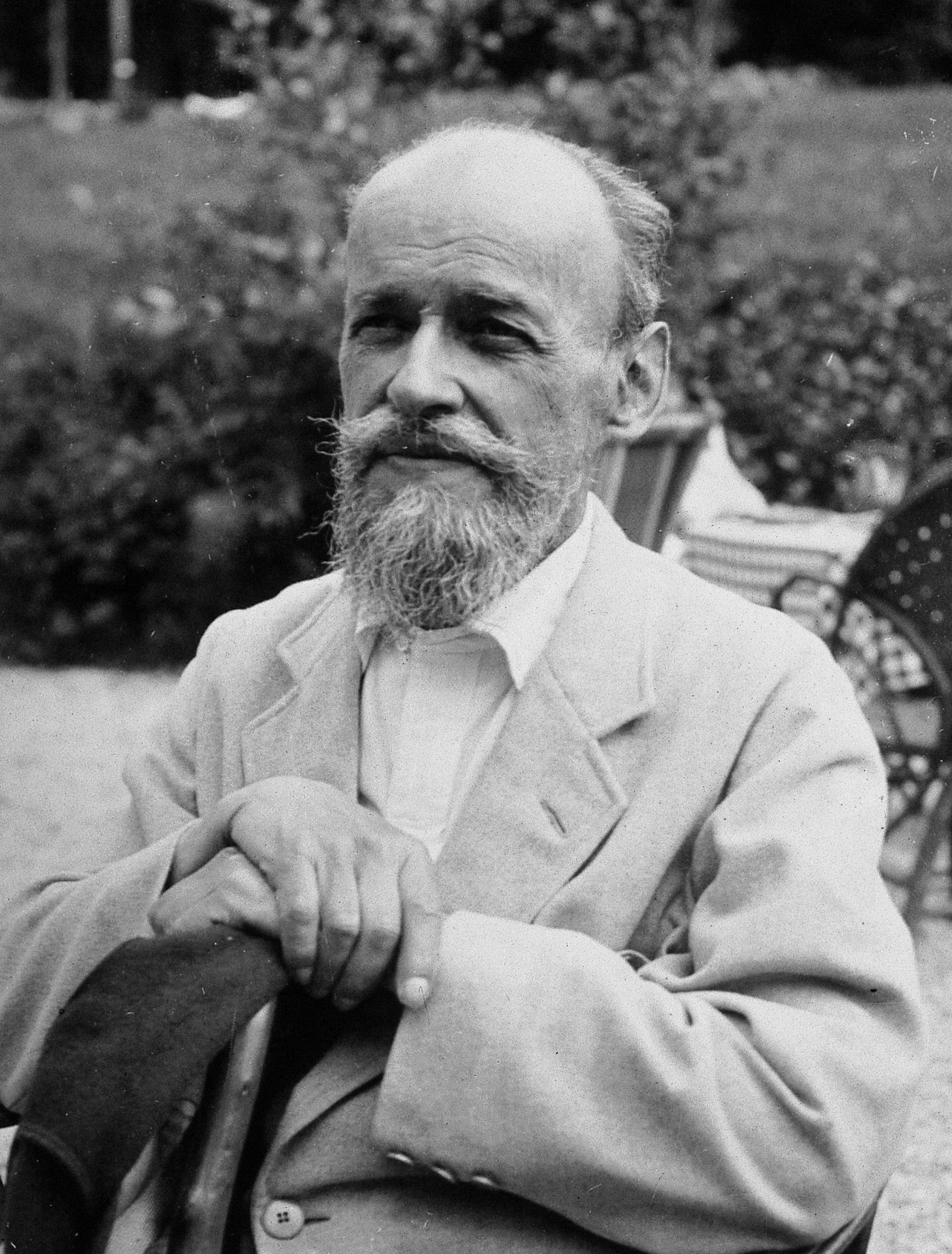
René Le Fort.

René Le Fort (30 de marzo de 1869 - 30 de marzo de 1951) fue un cirujano francés de Lille recordado por crear una clasificación para las fracturas de la cara. Fue sobrino del cirujano Léon Clément Le Fort (1829-1893), quien introdujo una operación quirúrgica para el prolapso uterino.

## Biografía
Después de obtener su título de médico con un tratado titulado Topographie cranio-cérébrale avec applications chirurgicales, se desempeñó como residente médico seguido por el trabajo como cirujano militar para el hospital del ejército francés en Val-de-Grâce. En 1899 comenzó a impartir clases en la Universidad Médica de Lille. Al estallar la Primera Guerra de los Balcanes (1912), volvió a unirse al ejército como médico militar. Durante la Primera Guerra Mundial recibió un elogio por su valentía por sus acciones en la Masacre de Dinant. Pasó los dos últimos años de la guerra en Versalles en gran parte tratando el cáncer de mama y las enfermedades cardiovasculares.
En 1919 trabajó en el Hôpital des Invalides antes de regresar a Lille al año siguiente. Aquí se hizo profesor en el departamento quirúrgico de cirugía pediátrica y ortopédica. También fue voluntario en el sanatorio de Zuydcoote, donde investigó los tratamientos para la tuberculosis ósea. En 1936 fue galardonado con el Prix Laborie y elegido presidente de la Société française de chirurgie et orthopédique. En 1937 se retiró, pero durante la Segunda Guerra Mundial regresó a la Universidad de Lille para reemplazar a sus antiguos colegas que formaban parte del esfuerzo de guerra.

## Fracturas de Le Fort
En 1901, René Le Fort publicó un tratado titulado Étude expérimentale sur les fractures de la mâchoire supérieure implicando sus experimentos con fracturas maxilares del cráneo. Para llevar a cabo estos experimentos, Le Fort utilizó cabezas intactas de cadáveres, y entregó fuerzas embotadas de diversos grados de magnitud, así como de diferentes direcciones. A partir de estas pruebas, determinó que los patrones predecibles de las fracturas son el resultado de ciertos tipos de lesiones, y concluyó que hay tres tipos predominantes de fracturas de la parte media de la cara.
- “I fractura de Le Fort” (horizontal): fractura del maxilar inmediatamente por encima de los dientes y del paladar.
- “II fractura de Le Fort” (piramidal): el resultado de un golpe en el maxilar inferior o medio.
- “III fractura de Le Fort” (transversal): también llamada separación craneofacial, el resultado del impacto al puente nasal o al maxilar superior.

En algunos casos, las fracturas maxilares son una combinación de dos o tres tipos de Le Fort. Aunque este sistema de clasificación se considera algo simplista hoy en día, sigue siendo ampliamente utilizado en la medicina.

## Escritos seleccionados
- Étude expérimentale sur les fractures de la mâchoire supérieure (1901).
- Les Projectiles inclus dans le mediastin (1918).